# Temple (stacja metra w Paryżu)
Temple – stacja linii nr 3 metra  w Paryżu. Stacja znajduje się w 3. dzielnicy Paryża. Została otwarta 19 października 1904 r. Nosi nazwę po Temple - wyburzonej twierdzy templariuszy, która do 1808 stała w okolicy dzisiejszej stacji.